# Hermenegildo Gonçalves
Hermenegildo Gonçalves ou Mendo Gonçalves,[a] (em castelhano: Hermenegildo González) (morto entre 943 e 950), foi um conde galego no século X, tenente na comarca de Deza, governador do Condado Portucalense, e o genearca de uma das linhagens mais importante galaico-português da Alta Idade Média. Aparece na documentação medieval confirmando como Ermegildus Gundisaluis.

## Biografia
A sua filiação como filho do conde Gonçalo Betotes e Tereza Eris—filha do conde Ero Fernandes—leva-nos a uma linha condal muito antiga. A sua irmã, Aragonta Gonçalves, foi esposa do rei Ordonho II, embora deste casamento não tenha tido filhos.
Hermenegildo começa a aparecer na documentação no ano de 926. Governou o Condado Portucalense depois da morte de Lucídio Vimaranes e foi sucedido pelo seu filho o conde Gonçalo Mendes. Aparentemente, morreu relativamente jovem, uma vez que praticamente desaparece da documentação em 943 e já havia morto em 1 de agosto de 950, data em que sua viúva e os filhos dividem a sua herança.

## Matrimónio e descendência

A comarca de Deza que governou o conde Hermenegildo Gonçalves

Casou entre 915 e 920 e antes de 23 de fevereiro de 926—quando aparecem juntos pela primeira vez—com Mumadona Dias, condessa de Portucale e a fundadora do Mosteiro de Guimarães, filha do conde Diogo Fernandes e de Onecca (Onega).  Em 926, o rei Ramiro II doou aos condes Hermenegildo e Mumadona a vila de Creximir perto de Guimarães.  Dois anos mais tarde, Onecca, fez uma doação, confirmada por vários nobres ao Mosteiro de Lorvão, onde menciona e confirma seus filhos: Munnia, Ledegundia, Exemenus Didaz, Mummadoma, e também o conde Ermegildus Gundisaluis.
Os filhos deste casamento foram:
- Gonçalo Mendes,[5] conde e dux magnus de Portucale, casado com Ilduara Pais, filha de Paio Gonçalves, conde em Deza, e de Ermesinda Guterres;
- Diogo Mendes (morto depois de 968), casou-se com Aldonça e foi o pai de Mumadona Dias, freira no mosteiro fundado por sua mãe;[8]
- Ramiro Mendes (nascido ca. 925[4]—ca. 961[9]), casou com Adosinda Guterres, filha do conde Guterre Mendes e de Ilduara Eris;[9] Provavelmente foram os pais da rainha Velasquita Ramires, a primeira esposa do rei Vermudo II;[10][11]
- Onecca Mendes, casou antes de 26 de Janeiro de 959 com Guterre Rodrigues;[4]
- Nuno Mendes (morto antes de 959), ainda estava vivo em 950 quando foi feita a repartição dos bens de seu pai. Já tinha morrido por 959 quando sua mãe fez a dotação do Mosteiro de São Mamede e refere-se a seu dulcissimus mihi pignus Nunnus;[12]
- Arias Mendes (morto depois de 964).[13]